# الدكتور جيكل والسيد هايد
الدكتور جيكل والسيد هايد (بالإنجليزية: Strange Case of Dr Jekyll and Mr Hyde)، هي إحدى الروايات القصيرة القوطية للمؤلف الإسكتلندي روبرت لويس ستيفنسون، نشرت عام 1886. تعُرف الرواية بـشكل مختصر بـ«جيكل وهايد». تدور أحداثها حول ممتهن للقانون من لندن يدعى جابريل جون إترسون يحقق في سلسلة من الأحداث الغريبة بين صديقه القديم الدكتور هنري جيكل ومجرم قاتل يدعى إدوارد هايد.
تعتبر الرواية واحدة من أشهر أعمال الأدب الإنجليزي وعملاً أساسياً في الرعب القوطي. كان للرواية القصيرة أيضًا تأثير كبير على الثقافة الشعبية، حيث أصبحت عبارة "جيكل وهايد" مستخدمة في العامية للإشارة إلى الأشخاص ذوي الطبيعة المزدوجة الذين يبدو أنهم طيبون ولكنهم في بعض الأحيان أشرار لدرجة صادمة.

## الكتابة والإلهام

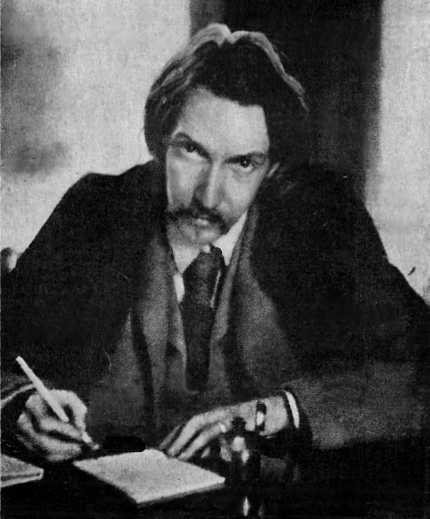
روبرت لويس ستيفنسون

كان ستيفنسون ولفترةٍ طويلة مفتونًا بفكرة: كيف لشخصيات البشر أن تؤثر على دمج التفاعل المتبادل بين الخير والشر في قصة.
حينما كان مراهقًا، طور سيناريو لمسرحية حول ديكون برودي والذي لاحقًا أعاد صياغته بمساعدة هينلي وأُنتج لأول مرة في عام 1882.
في بدايات عام 1884، كان قد كتب قصة قصيرة: «ماركهيم» والتي دُققت في عام 1884 للنشر في موسم عيد الميلاد. وفقًا لمقالته: «في فصل عن الأحلام في مجلة سكربنر يناير عام 1888: «أنه أجهد عقله عن فكرة للقصة وراودته رؤيا، وحينما كان يهم بالاستيقاظ اكتسب حدسًا لكتابة اثنين أو ثلاثة مشاهد من التي سيكتبها في قضية الدكتور جيكل والسيد هايد».

نقل كاتب السيرة الذاتية، غراهام بالفور، عن زوجة السيد لويس فاني ستيفنسون:
«في ساعات الصباح المبكرة، أوقظت بصراخ مرعب صادر من لويس معتقدة أنه قد راوده كابوس فأيقظته فقال لي فجأة بغضب، لماذا أيقظتني؟ كنت أحلم بحكاية جميلة لشبح الغول». كنت قد أيقظته في مشهد التحول الأول.
كتب لويد أوزبورن ربيب ستيفنسون: «أنا لا أصدق أنه كان هناك في أي وقت مضى مثل هذا العمل الأدبي قبل أن تكتب دكتور جيكل. أتذكر القراءة الأولى كما لو أنها البارحة. لويس نزل محمومًا للطابق السفلي قرأ تقريبًا نصف الكتاب بصوت مرتفع بينما كنا لا نزال مبهورين، ثم ابتعد مجددًا وانشغل بالكتابة. أشك في أن المسودة الأولى استغرقت ثلاثة أيام».
ربما جاء الإلهام من علاقته بالكاتب يوجين شانتريل، معلم فرنسي من أدنبيرغ، أُدين وأعدم لارتكابه جريمة قتل بحق زوجته في مايو عام 1878. شانتريل الذي بدأ حياة عادية في المدينة، سمم زوجته بالأفيون. استنادًا للمؤلف جيرمي هوجز: «كان ستيفنسون حاضرًا المحاكمة، وعندما تكشفت الأدلة وجد نفسه يشبه الدكتور جيكل، مذهولًا أمام أفعال السيد إدوارد هايد». بالإضافة إلى أنه اعتقد أن المعلم قد ارتكب جرائم عديدة أخرى في فرنسا وبريطانيا بتسميم ضحاياه في حفلات العشاء مع طبق مفضل من الجبن المحمص والأفيون.
كما جرت العادة، رغبت سيدة ستيفنسون بقراءة المسودة وعرضت ملاحظاتها في الهامش. كان ستيفنسون حبيس فراشه نتيجة النزيف. ولذلك تركت ملاحظاتها في الآلة الكاتبة وروبرت كان في الحمام، قالت إن تأثير الرواية كان حقيقة حكاية رمزية، لكن روبرت كان يكتبها كأنها قصة. بعد فترة، ناداها روبرت مجددًا للفراش وأشار إلى كومةٍ من الرماد؛ كان قد حرق السيناريو في خوفٍ من أن يحاول إنقاذها، لكن هذا النهج أجبره أن يبدأ مجددًا من لا شيء كتابة حكاية رمزية كما اقترحت عليه. تجادل الأدباء بشأن ما إذا كان حقًا قد حرق السيناريو، لم يكن هناك دليل فعلي مباشر للحرق لكن بقي جزأ متكاملًا من تاريخ الرواية القصيرة.
أعاد ستيفنسون كتابة القصة في غضون ثلاثة إلى ستة أيام، زعم كتّاب السير الذاتية أن ستيفنسون كان يتعاطى المخدرات خلال فترة إعادة الكتابة المحمومة. على سبيل المثال، مراجعات التاريخ الأدبية لويليام جراي، قال فيها إنه كان يتعاطى الكوكايين وقال بعض الكتاب الآخرين إنه تناول الآرغوت، وفي الغالب، القصة الرسمية وفقًا لقصة زوجته وابنه وقصته أيضًا، فإنه كان مقعد الفراش ومريضًا عندما كتبها. وفقًا لأوسبورن: «العمل البدني المجرد كان هائلًا لكن على الرغم من ذلك لم يؤذه بل أيقظه وأفرحه بشكل لا يوصف. استمر بصقل عمله لأربعة إلى ستة أسابيع بعد إعادة الكتابة. كتبت الرواية في جنوب بريطانيا في ساحل مدينة بورنموث حيثما انتقل ستيفنسون بسبب مرضه ليستفيد من هواء البحر والجو الدافئ في الجنوب.[بحاجة لمصدر]
اقتُبس اسم جيكل من القس والتر جيكل صديق ستيفنسون، والأخ الأصغر للبستاني ومصمم المناظر الطبيعية جيرترود جيكل.

## الحبكة
يصل غابرييل جون أوترسون وابن عمه ريتشارد إنفيلد إلى باب منزل كبير خلال جريهما الأسبوعي. يخبر إنفيلد أوترسون أنه قبل شهر من الآن شاهد رجلا بمظهرٍ شرير اسمه إدوارد هايد تصرف بقسوةٍ تجاه فتاة شابة بعدما صدمها عن طريق الخطأ. وأن أنفيلد أجبر هايد لدفع مئة باوند لتجنب الفضيحة، جلبه هايد لهذا الباب وأعطاه شيكًا موقعًا بواسطة رجل نبيل ذي سمعةٍ حسنة. يرتبك أوترسون بسبب أن جيكل لاحقًا غير رغبته لجعل هايد المستفيد الوحيد. يخشى أوترسون من أن هايد يبتزّ جيكل. عندما يحاول أوترسون مناقشة هايد وجيكل، يخبر جيكل أوترسون أنه يمكنه التخلص من هايد في أي وقت يشاء وليدع أوترسون الأمر وشأنه.
في إحدى ليالي أكتوبر، يشاهد خادم هايد يضرب السيد دانفرز كارو، أحد عملاء أوترسون، حتى الموت. تتصل الشرطة بأوترسون والذي يقودها لمكان هايد. يجدون هايد قد اختفى لكنهم يجدون نصف زجاجة مكسورة وتُرك النصف الآخر في مسرح الجريمة. يميز أوترسون الزجاجة على أنها تشبه واحدة مهداة لجيكل أوترسون. يزور جيكل والذي يريه ملاحظة يزعم أنها كتبت إلى جيكل بواسطة هايد معتذرًا فيها عن المشكلة التي سببها. ولأن كتابة هايد كانت تشبه إلى حدٍ ما يشبه ما خط جيكل، يستنتج أوترسون أن جيكل زور الملاحظة ليحمي هايد.
لمدة شهرين، يعود جيكل إلى أسلوبه الاجتماعي الطبيعي، لكن في بداية يناير يبدأ يرفض الزوار. يموت الدكتور هاستي لانيون، الصديق المشترك لأوترسون وجيكل، بصدمة بعد استلامه معلومات تخص جيكل. قبل موته، يعطي لانيون أوترسون رسالة لتفتح بعد موت أو اختفاء جيكل، في وقت لاحق من يناير وفي أثناء جولة أخرى من المشي مع أنفيلد، يبدأ أوترسون المحادثة مع جيكل عند نافذة مختبره. يغلق جيكل النافذة ويختفي.
في بدايات مارس، يزور خادم جيكل [سيد بول] أترسون ويقول إن جيكل عزل نفسه في مختبره لمدة أسبوع، يقتحم أتورسون وبول المختبر ويجدا هايد يرتدي ملابس جيكل ويظهر أنه مات نتيجة للانتحار. ويجدا رسالة من جيكل إلى أتورسون، يقرأ أتورسون رسالة لانيون وبعدها جيكل، تظهر رسالة لينون تدهورًا حصل نتيجة صدمة من رؤية هايد يشرب مصل الدم والذي يحوله إلى جيكل. تفسر رسالة جيكل أنه انغمس في الرذائل غير ظاهرة والخوف من أن يكشف. كان تحول جسم جيكل لهايد شريرًا، منغمسًا في الملذات وغير آبه لأحد غير نفسه. بدايةً، يسيطر جيكل على التحول بمصل الدم، لكن في إحدى ليالي أغسطس يصبح هايد بشكل لا إرادي في نومه.
يحاول جيكل مصممًا إيقاف التحول إلى هايد. في إحدى الليالي، تأتيه لحظة من الضعف ويشرب مصل الدم. تكون رغبات هايد قد كبتت منذ وقت طويل، فيقتل كارو. مذعورًا، يحاول جيكل بعزمٍ أن يوقف تحولاته، بعدها في أوائل يناير يتحول لا إراديًا بينما يكون مستيقظًا. بعيدًا عن مختبره، تطارده الشرطة كمجرم، يحتاج هايد مساعدة لتجنب القبض عليه ويكتب إلى لينون بيد جيكل ليسأل صديقه أن يجلب المواد الكيميائية من مختبره بوجود لينون، يمزج هايد المواد الكيميائية ويشرب المصل ويتحول إلى جيكل! يثير المشهد الصادم تدهور حالة لينون وموته، في هذه الأثناء، تزداد تحولات جيكل اللاإرادية وتحتاج إلى كمية كبيرة من مصل الدم لعكس التأثير. كان أحد هذه التحولات هو ما جعل جيكل يغلق نافذته في وجه أنفيلد وأوترسون.
لسوء الحظ، تنقص واحدة من المواد الكيميائية المستخدمة في مصل الدم بسرعة، ولاحقًا، تفشل الكمية المعدة من المخازن الجديدة في العمل، يلاحظ جيكل أن أحد المكونات الأصلية يجب أن تملك مادة شائبة غير معروفة لتجعلها تعمل. معتقدًا أنه سيبقى بهيئته المتحولة كهايد، يقرر جيكل كتابة اعترافه وينهي رسالته بكتابة مفادها: «ثم بعد أن أسقطت قلم الحبر وشرعت بكتابة لختم اعترافي، أُنهي حياة هنري جيكل الحزينة». مع هذه الكلمات يشارف كل من الوثيقة والرواية على النهاية.

## وصلات خارجية
- الدكتور جيكل والسيد هايد على موقع الموسوعة البريطانية (الإنجليزية)
- نسخة لرواية قضية الدكتور جيكل والسيد هايد الغريبة على موقع مؤسسة هنداوي للتعليم والثقافة